# Guldryggig flamspett
Guldryggig flamspett (Dinopium javanense) är en vida spridd asiatisk fågelart i familjen hackspettar.

## Utseende
Guldryggig flamspett en 28–30 cm lång medlem av släktet Dinopium och har liksom de flesta av övriga arter röd tofs hos hanen (vitstreckat svart hos honan), röd övergump och guldgul mantel, svart nacke, ljus men svartfjällig undersida och tydliga svarta ögonstreck och mustaschstreck. Jämfört med närbesläktade himalayaflamspetten har den mindre storlek och näbb, i högre grad svarttecknat bröst och solitt mustaschstreck som ej är uppdelat.

## Utbredning och systematik
Guldryggig flamspett delas in i sex underarter med följande utbredning:
- Dinopium javanense malabaricum – regnskog i västra Indien
- Dinopium javanense intermedium – Bangladesh och Assam till Myanmar, sydvästra Kina och Indokina
- Dinopium javanense javanense – Thailändska halvön, Sumatra, Riauöarna och västra Java
- Dinopium javanense exsul – östra Java och Bali
- Dinopium javanense borneonense – Borneo utom i nordost
- Dinopium javanense raveni – Eraban Island och angränsande nordöstra Borneo

Fläckstrupig flamspett (Dinopium everetti) i södra Filippinerna betraktades tidigare som underart av guldryggig flamspett och vissa gör det fortfarande.
Arterna i Dinopium ansågs tidigare vara nära släkt med sultanspettarna i Chrysocolaptes. Genetiska studier visar att de trots liknande utseende inte är nära släkt. Istället står de närmast hackspettar i de asiatiska släktena Gecinulus, Meiglyptes och Micropternus, på lite längre avstånd även bland annat gröngölingarna i Picus. Sultanspetterna är istället nära släkt med de amerikanska jättespättarna i Campephilus. Detta fenomen, att ej närbesläktade grupper som förekommer i samma geografiska område har så likartade utseende, är vanligt förekommande bland hackspettarna och är möjligen ett resultat av social mimikry.

## Status och hot
Arten har ett stort utbredningsområde och en stor population, men tros minska i antal, dock inte tillräckligt kraftigt för att den ska betraktas som hotad. Internationella naturvårdsunionen IUCN kategoriserar därför arten som livskraftig (LC).

## Bilder

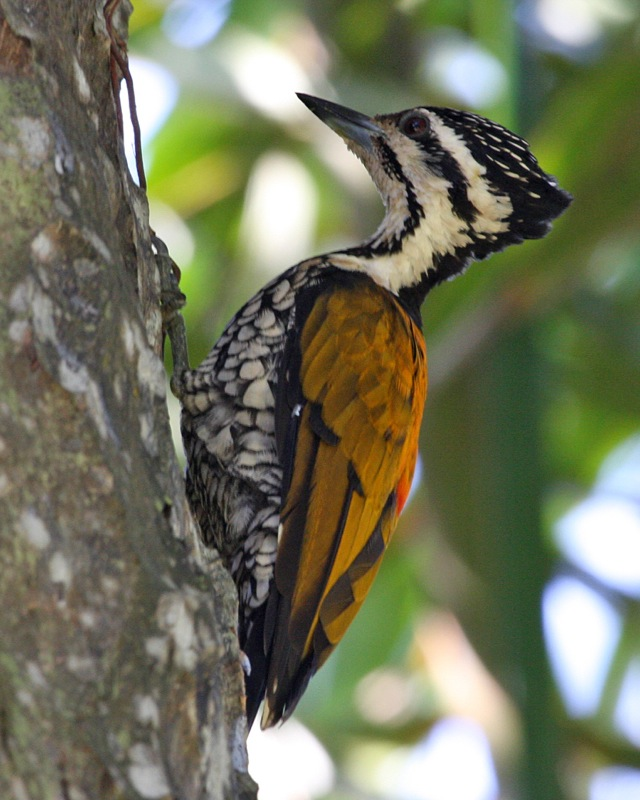
Hona
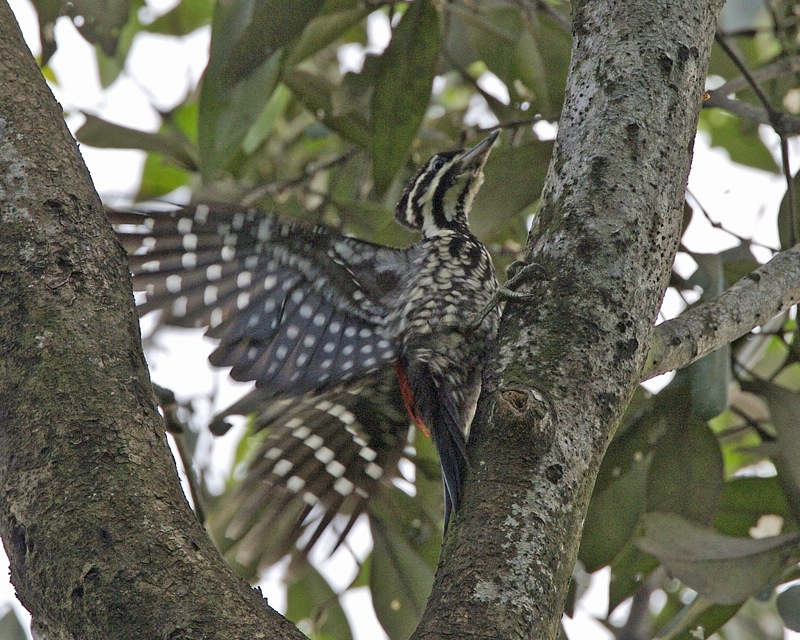